# Меркерсон, Эпата
Шарон Эпата Меркерсон (англ. Sharon Epatha Merkerson, р. 28 ноября 1952, Сагино) — американская актриса театра, кино и телевидения. Стала известна благодаря роли лейтенанта Аниты Ван Бюрен в длительном сериале NBC «Закон и порядок», которую играла с 1993 по 2010 год (рекорд продолжительности игры афро-американского персонажа в прайм-тайм).
Меркерсон за свою карьеру выиграла премии «Золотой глобус», «Эмми», Гильдии киноактёров США и две Obie, а также дважды номинировалась на «Тони». В дополнение к телевизионной карьере, она добилась успеха на бродвейской и офф-бродвейской сцене, играла роли второго плана в кинофильмах, но наибольшего признания добилась благодаря главной роли в фильме HBO «Лакаванна Блюз» в 2005 году.

## Биография
На телевидении С. Эпата Меркерсон известна в первую очередь по своей роли лейтенанта Аниты Ван Бурен в телесериале «Закон и порядок», где она снималась с 1993 по 2010 год. Её персонаж в сериале является самым долгоживущем героем прайм-тайм сериала в истории телевидения.
В кино она снялась в таких фильмах как «Терминатор 2: Судный день», «Лестница Иакова», «Радио» и других.
Она сыграла в нескольких десятках проектов на театральной сцене. В 1992 году она получила престижную премию Obie за выступление в офф-бродвейской постановке «I’m Not Stupid», и во второй раз получила премию в 2006 году за выступление в пьесе «Birdie Blue».
За свою карьеру она получила три премии «NAACP» и ещё восемь раз была номинирована на неё. Она получила премии «Золотой глобус», «Эмми», «Премию Гильдии киноактёров США» и награду «Независимый дух» за роль в фильме «Лакаванна Блюз» 2006 года.
После завершения сериала «Закон и порядок» Меркерсон появилась в «До смерти красива», «Хорошая жена» и «Быть Мэри Джейн», а также играла второстепенную роль матери в недолго просуществовавшей прайм-тайм мыльной опере NBC «Обман». В 2015 году она была приглашена на основную роль в спин-оффе сериала NBC «Пожарные Чикаго» — «Медики Чикаго», который производится Диком Вульвом, создателем «Закона и порядка».

## Фильмография
- 1986 — Ей это нужно позарез / She’s Gotta Have It
- 1990 — Сдвиг по фазе / Loose Cannons
- 1990 — Лестница Иакова / Jacob’s Ladder
- 1990 — Морские котики / Navy Seals
- 1991 — Терминатор 2: Судный день / Terminator 2: Judgment Day
- 1994 — Приют для Энни / A Place for Annie
- 1995 — Материнская молитва / A Mother’s Prayer
- 1999 — Паутина лжи / Random Hearts
- 2001 — Площадь восстания / The Rising Place
- 2003 — Радио / Radio
- 2005 — Лакаванна Блюз / Lackawanna Blues
- 2006 — Стон черной змеи / Black Snake Moan
- 2007 — Девушка со статусом «Положительная» / Girl, Positive
- 2007 — Вихрь / Slipstream
- 2009 — Шесть жён Генри Лефэя / The Six Wives of Henry Lefay
- 2009 — Мать и дитя / Mother and Child
- 2012 — Авраам Линкольн / Lincoln
- 2013 — Мы — семья Пиплз / We the Peeples
- 2015 — Медики Чикаго /Chicago Med